# Piotr Bałtroczyk na żywo
Piotr Bałtroczyk na żywo – kontynuacja programu Piotr Bałtroczyk przedstawia. Cotygodniowy program rozrywkowy emitowany w telewizji Polsat w czwartki o godzinie 21:00. Stworzony i prowadzony przez Piotra Bałtroczyka. Realizowany na żywo w warszawskim Klubie Palladium. Jest to pierwszy polski program kabaretowy realizowany na żywo (oprócz festiwali). Oprawą muzyczną zajmuje się Janusz Tylman.
Program całkiem zmienił swoją formułę w stosunku do pierwowzoru. W programie pojawia się bar, do którego zapraszana jest gwiazda wieczoru. Przy barze zasiada również Jerzy Kryszak, który prezentuje aktualną sytuację polityczną w Polsce. Bar jest prowadzony przez Mariusza Kałamagę z kabaretu Łowcy.B.

## Oglądalność
| Odcinek             | Oglądalność                      |
| ------------------- | -------------------------------- |
| 1                   | 1 731 758 (2 października 2008)  |
| 2                   | 1 560 989 (9 października 2008)  |
| 3                   | 2 450 949 (16 października 2008) |
| 4                   | 1 713 141 (23 października 2008) |
| 5                   | 1 952 258 (30 października 2008) |
| 6                   | 2 593 707 (6 listopada 2008)     |
| 7                   | 2 593 707 (13 listopada 2008)    |
| 8                   | 2 194 178 (20 listopada 2008)    |
| 9                   | 2 257 362 (27 listopada 2008)    |
| 10                  | 2 448 476 (4 grudnia 2008)       |
| 11                  | 2 409 482 (11 grudnia 2008)      |
| 12                  | 2 288 368 (18 grudnia 2008)      |
| Średnia oglądalność | 2 176 610                        |